# Dasyhelea
Dasyhelea is een geslacht van stekende muggen uit de familie van de knutten (Ceratopogonidae). Larven hebben haakjes in het laatste segment.

## Soorten
- D. abhazica Remm, 1967
- D. acuminata Kieffer, 1919
- D. aithalodes Remm, 1971
- D. albidipes (Santos Abreu, 1918)
- D. alboverrucosa Remm, 1967
- D. alonensis (Strobl, 1906)
- D. ancorus (Coquillett, 1902)
- D. arenivaga Macfie, 1943
- D. arenosa Kieffer, 1925
- D. atlantis Wirth and Williams, 1957
- D. atrata Wirth, 1952
- D. auli Remm, 1962
- D. bahamensis (Johnson, 1908)
- D. bajensis Wirth, 1978
- D. baltica Remm, 1966
- D. bensoni Edwards, 1933
- D. bermudae Wirth and Williams, 1957
- D. bicrenata Kieffer, 1923
- D. bifida Zilahi-Sebess, 1936
- D. bilineata Goetghebuer, 1920
- D. bilobata Kieffer, 1915
- D. biunguis Kieffer, 1925
- D. brevicornis Waugh and Wirth, 1976
- D. brevicosta Waugh and Wirth, 1976
- D. brookmani Wirth, 1952
- D. cactorum Wirth and Hubert, 1960
- D. caesia Remm, 1993
- D. calycata Remm, 1972
- D. canariensis (Santos Abreu, 1918)
- D. cinctus (Coquillett, 1901)
- D. communis Kieffer, 1918
- D. corinneae Gosseries, 1991
- D. crassiseta Borkent and Forster, 1986
- D. cuneata Remm, 1979
- D. chani Wirth and Linley, 1990
- D. dampfi Kieffer, 1925
- D. decoratissima (Strobl, 1910)
- D. erici Havelka, 1978
- D. ermeri Remm, 1967
- D. europaea Remm, 1962
- D. falculata Remm, 1968
- D. fasciigera Kieffer, 1925
- D. festiva Wirth, 1952
- D. flavifrons (Guerin, 1833)
- D. flaviventris (Goetghebuer, 1910)
- D. flavopyga Zilahi-Sebess, 1940
- D. flavoscutellata (Zetterstedt, 1850)
- D. franzella Goetghebuer, 1950
- D. fulvosa Remm, 1967
- D. furva Remm, 1967
- D. glukhovae Brodskaya, 1996
- D. griseus (Coquillett, 1901)
- D. holosericea (Meigen, 1804)
- D. incisurata Remm, 1962
- D. johannseni (Malloch, 1915)
- D. kurensis Remm, 1967

- D. kyrenica Remm, 1972
- D. ledi Remm, 1993
- D. leptobranchia Waugh and Wirth, 1976
- D. leptoclada Remm, 1967
- D. lucida Remm, 1968
- D. lutea Remm, 1968
- D. luteogrisea Wirth and Williams, 1957
- D. major (Malloch, 1915)
- D. malleola Remm, 1962
- D. mayor (Strobl, 1906)
- D. messersmithi Waugh and Wirth, 1976
- D. modesta (Winnertz, 1852)
- D. mutabilis (Coquillett, 1901)
- D. navaiae Waugh and Wirth, 1976
- D. neobifurcata Wirth, 1976
- D. nilssoni Szadziewski, 2000
- D. norvegica Szadziewski & Hagan, 2000
- D. notata Goetghebuer, 1920
- D. oppressa Thomsen, 1935
- D. pallens Wirth, 1952
- D. pallidiventris (Goetghebuer, 1931)
- D. parallela Remm, 1962
- D. pentalineata Wirth and Hubert, 1960
- D. pollinosa Wirth, 1952
- D. pritchardi Wirth, 1952
- D. pseudocincta Waugh and Wirth, 1976
- D. pseudoincisurata Waugh and Wirth, 1976
- D. pulchripes (Santos Abreu, 1918)
- D. punctiventris Goetghebuer, 1940
- D. rufithorax (Strobl, 1910)
- D. ryckmani Wirth and Hubert, 1960
- D. sanctaemariae Wirth, 1952
- D. scissurae Macfie, 1937
- D. scutellatus (Meigen, 1830)
- D. similaris Remm, 1972
- D. sonorensis Wirth, 1978
- D. spiniforma Waugh and Wirth, 1976
- D. stackelbergi Remm, 1993
- D. stellata Remm, 1968
- D. stemlerae Waugh and Wirth, 1976
- D. sternalis Remm, 1980
- D. storai Borkent, 1997
- D. sublettei Wirth, 1987
- D. taurica Remm, 1968
- D. tenebrosus (Coquillett, 1905)
- D. tessicola Remm, 1972
- D. thienemanni Spataru & Damian-Georgescu, 1970
- D. thomsenae Wirth, 1952
- D. traverae Thomson, 1935
- D. tristyla Wirth, 1952
- D. turanicola Remm & Nazarmukhamedov, 1969
- D. turficola Kieffer, 1925
- D. undosternum Remm, 1972
- D. unguistyla Remm, 1972
- D. unicolor Remm, 1962